# Campo Erê
Pour les articles homonymes, voir Campo.
Campo Erê est une ville brésilienne de l'ouest de l'État de Santa Catarina.

## Généralités
Campo Erê est l'une des municipalités à la productivité par hectare la plus élevée au niveau national en ce qui concerne le maïs et le soja. Elle est traversée par les rivières suivantes : rio Sargento, rio dos Muros, rio Capetinga, rio Três Voltas, rio Catundó, rio Mundo Novo, rio Pesqueiro.

## Géographie
Campo Erê se situe à une latitude de 26° 23′ 39″ sud et à une longitude de 53° 04′ 41″ ouest, à une altitude de 910 mètres. Sa population était de 9 370 habitants au recensement de 2010. La municipalité s'étend sur 479 km2.
Elle fait partie de la microrégion de Chapecó, dans la mésorégion Ouest de Santa Catarina.

## Histoire
La municipalité de Campo Erê fut créée le 21 juin 1958. Campo Erê était auparavant un district de Chapecó qui fut colonisé par des gauchos du Rio Grande do Sul, principalement d'origine italo-germanique. La région était également occupée par des Indiens caingangues, appartenant au groupe des tupi-guaranis.

## Villes voisines
Campo Erê est voisine des municipalités (municípios) suivantes :
- Anchieta
- Marmeleiro dans l'État du Paraná
- Palma Sola
- Renascença dans l'État du Paraná
- Romelândia
- Saltinho
- Santa Terezinha do Progresso
- São Bernardino
- São Lourenço do Oeste